# NGC 5801
NGC 5801 (другие обозначения — NPM1G -13.0467, PGC 53596) — спиральная галактика (Sb) в созвездии Весы.
Этот объект входит в число перечисленных в оригинальной редакции «Нового общего каталога».